# 西尾末広
西尾 末広（にしお すえひろ、1891年（明治24年）3月28日 - 1981年（昭和56年）10月3日）は、日本の労働運動家・政治家。
副総理、内閣官房長官（第2代）、衆議院議員（15期）、民主社会党（民社党の前身）委員長（初代）などを歴任した。

## 来歴・人物
香川県香川郡雌雄島村（現・高松市）の女木島（通称「鬼が島」）の出身。なお、高松市は同じく日本社会党の最高幹部となる成田知巳の出身地でもある。
14歳で大阪砲兵工廠の旋盤工見習を皮切りに各地の工場で働く。住友鋳鋼場職工から労働運動に身を投じ、住友鋳鋼場、大阪電灯、藤永田造船所、川崎・三菱造船所争議などの争議の指導と検束を繰り返す。1919年（大正8年）に友愛会に入り松岡駒吉に接近、1926年（大正15年）には社会民衆党の結成に参加した。
1928年（昭和3年）、第1回普通選挙で社会民衆党から立候補し、初当選。1932年（昭和7年）以降は社会大衆党に所属し幹事に就任した。1938年（昭和13年）3月16日、衆議院本会議における国家総動員法案の審議に際し、同法案を支持する立場から、近衛文麿首相に対し「ヒトラーのごとく、ムッソリーニのごとく、あるいはスターリンのごとく、確信に満ちた指導者たれ」と激励する。全体主義的独裁者への共鳴を示したが、社会大衆党を好ましく思っていなかった立憲政友会・立憲民政党の両党によりスターリンの名を肯定的に挙げた部分が問題とされ、衆議院で除名決議において賛成320票・反対43票で88％の賛成を得て、西尾は議員を除名された（翌年の補欠選挙で復活）。
1940年（昭和15年）3月、民政党の斎藤隆夫が行った反軍演説の議員除名問題では、反対の立場を示し衆議院本会議を欠席する。社会大衆党書記長麻生久による幹部除名策略によって党首安部磯雄や水谷長三郎らとともに党除名処分を受けた。その後は河野一郎らと興亜議員同盟を結成し、1942年（昭和17年）の翼賛選挙では非推薦で当選する。翼賛政治会や大日本産業報国会と距離を置き、密かに東條英機内閣の倒閣運動にも加わった。その結果、戦後の公職追放を免れた。

### 戦後
1945年（昭和20年）11月2日、日本社会党が結成される。同党に所属し社会党右派の中で頭角を表した。これより先、保守政治家の鳩山一郎らと共同での新党設立を協議したが、互いの支持者の意向を踏まえて「政治的余韻を残したままで別れた」という。1946年（昭和21年）、片山哲委員長の下で書記長に就任。1947年（昭和22年）、第23回衆議院議員総選挙で社会党が衆議院第一党になったと聞かされた時には思わず「本当かい、そいつぁえらいこっちゃ」と本音を漏らしている。西尾は社会党が政権を担当するのに準備不足ということを考えていたため、非社会党首相を擁立しつつ、閣僚は社会党を多数擁立する内閣を想定していた。具体的には、日本自由党の吉田茂内閣続投を想定していたが、吉田は容共の社会党左派を嫌い、排除を要求してきた。その結果、吉田続投路線は見送られた。
社会党首班政権の片山内閣が組閣された際には、内閣官房長官として入閣。翌年の芦田均内閣では副総理に就任するが、土建献金で証人喚問を受けた。
1948年（昭和23年）7月7日、政令違反、偽証罪で起訴されるが、同年8月27日、東京地方裁判所で無罪判決。
さらに同年10月6日には昭和電工事件で逮捕された。献金問題では証人喚問において「書記長である西尾末広個人がもらった」と主張、社会的な非難を受けるが自らの主張を貫き両事件とも無罪を勝ち取った。1949年（昭和24年）、第24回衆議院議員総選挙では社会党を一旦除名され無所属で立候補するも落選。
1952年（昭和27年）8月、西尾は前年の1951年（昭和26年）10月に結成された右派社会党顧問となり同公認・元職として同年の第25回衆議院議員総選挙で当選し返り咲くが、社会党が左右両派に分裂し社会党右派に所属した。1955年（昭和30年）、左右両派の革新統一日本社会党が結党されるも役職には就かなかった。1958年（昭和33年）10月、東京高裁にて無罪判決確定。
1959年（昭和34年）の第4回参議院議員通常選挙で社会党が敗北（議席そのものは増えたが、自由民主党が大勝した）すると、左派からは社共共闘で行くべきとの主張が上がった。反共主義の立場を取る西尾はこれに反発し、10月18日に西尾派は脱党。日本社会党再建同志会や院内会派「社会クラブ」を結成した。西尾の理想は、政権交代可能な健全な社会主義政党を築くことであった。従って、安保闘争においても代案を用意すること、さらに日本共産党の排除を主張した。

### 民社党を結党

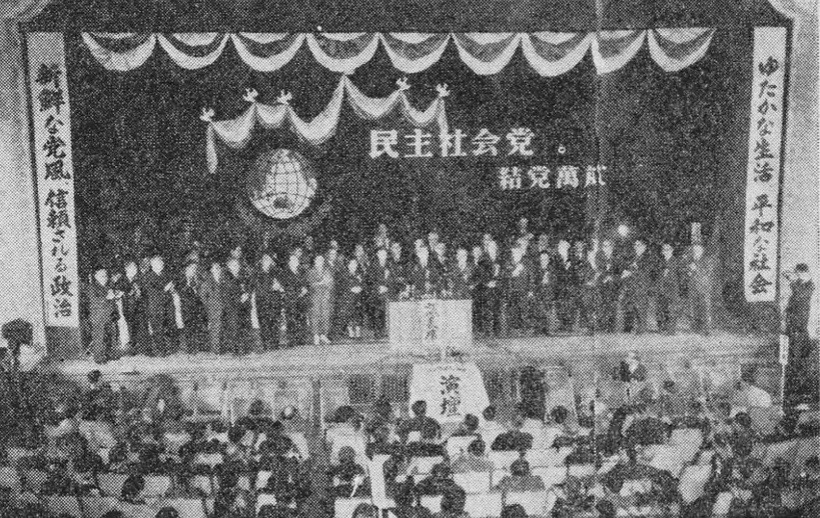
1960年1月24日、西尾らは民主社会党を結成した。

1967年の東京都知事選挙で民社党と自民党は松下正寿を共同推薦した。左から佐藤栄作、松下、西尾（1967年2月24日）。

1960年（昭和35年）1月24日、民主社会党の結党大会を開催。結党時の国会議員の参加者は衆議院38人、参議院16人。初代委員長に就任し、片山哲が最高顧問に就任。安保国会では、社共両党と同様に反対姿勢で取り組むが安保以外の予算案や政府自民党案に同調する構えを見せる。新安保条約の自然発効後、自民党の福田赳夫から、岸信介の後継首相への誘いを受けた。西尾を立てることで、民社・社会両党を巻き込んだ挙国一致内閣を狙ったものだが、西尾が断ったため幻となった。
同年の衆院選では議会主義擁護を掲げ、社会党と対決姿勢を取った。しかし、10月12日、日比谷公会堂で浅沼稲次郎暗殺事件が起こると「しまった」と言ったという。社会党に同情が集まることを恐れたのである。結果、衆院選では23議席減の17議席で完敗。厳しい船出となった。しかしその後、党勢は次第に回復増大、1966年（昭和41年）の第31回衆議院議員総選挙では30議席を確保、野党勢力の一角を形成することに成功する。
1965年（昭和40年）の日韓国会では、自民党と共に基本条約を強行採決するという荒業を見せた。
1967年（昭和42年）2月22日、社会党委員長の佐々木更三は記者会見で「民社党は第二保守党」と発言した。これを聞いた民社党書記長の西村栄一は「三党政策協定ができたばかりのところへ、わが党を侮辱するとは何事だ」と怒り、「社会党は第二共産党」と言い返した。西村にそう言わせたのは西尾だともいわれる。同年4月の統一地方選挙後、西尾は委員長を退任し常任顧問に就任し、西村書記長を後任に指名した（翌々年1969年＜昭和44＞11月民社党に名称変更）。西村、春日一幸、佐々木良作ら各委員長の下で常任顧問を務めた。
1972年（昭和47年）第33回衆議院議員総選挙不出馬で政界を引退した。
1981年（昭和56年）10月3日、脳内出血と腎不全のため死去。90歳没。

## エピソード

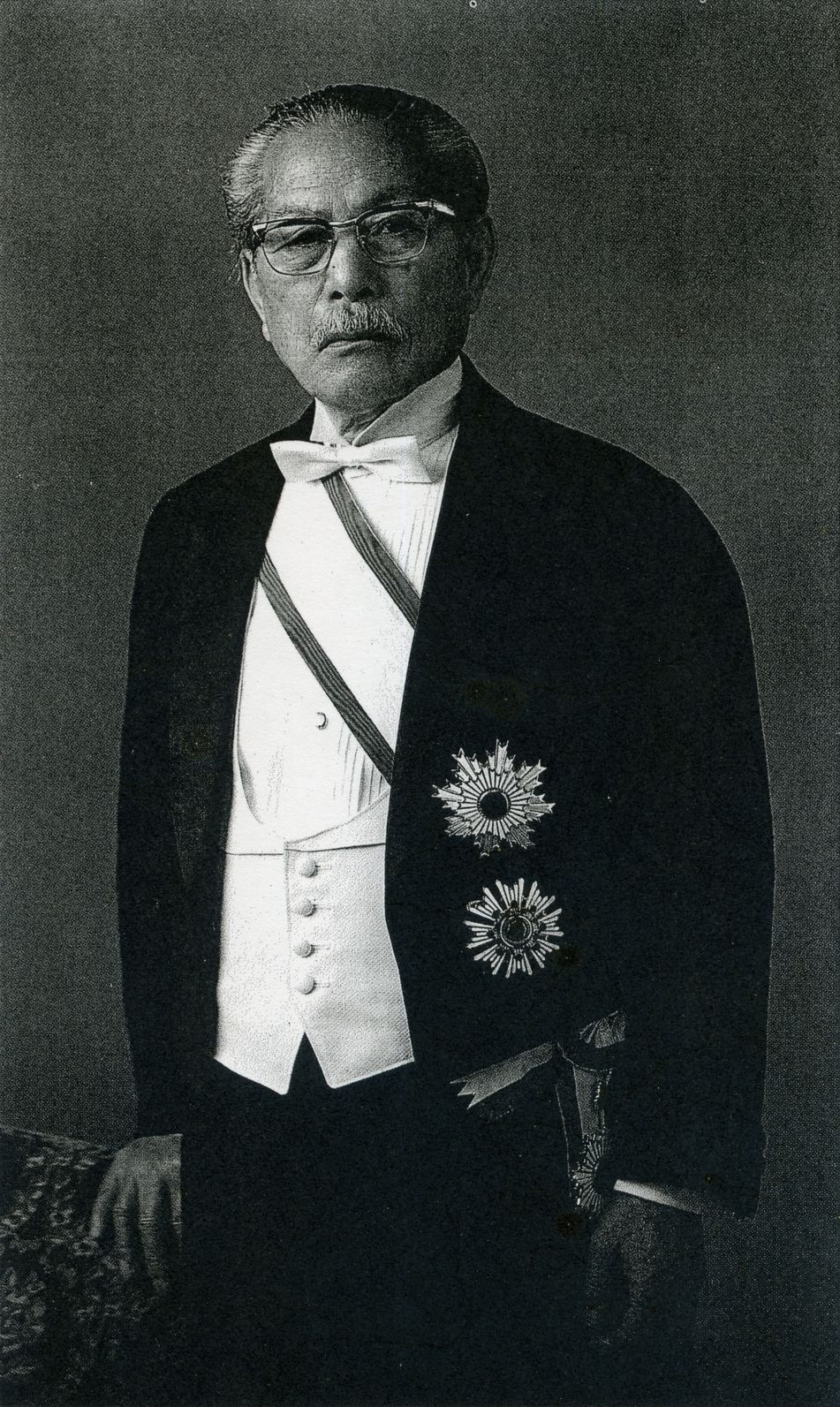
勲一等旭日大綬章・勲一等瑞宝章を着用した西尾（1965年4月29日）

西尾は「政権を取らない政党は、ネズミを捕らぬネコと同じだ」という言葉を残している。
知る人ぞ知る逸話として、日本経済新聞紙上にペンネームで映画評論を執筆しては投稿する程のシネ・フィルであったという。1967年（昭和42年）の民社党委員長退任時、NETテレビ（現・テレビ朝日）のモーニングショーに出演中、委員長辞任を生放送のスタジオで告白。司会の木島則夫（後に木島自身も民社党から出馬している）らが呆気に取られる中、「僕の好きな『ローハイド』のテーマをリクエストします」と言い放ち、BGMの流れる中、西尾はスタジオを後にした。

## 著書・評伝
- 『西尾末広の政治覚書』毎日新聞社、1968年4月。NDLJP:2992883。 - 口述、執筆は宮内勇
- 『大衆と共に : 私の半生の記録』日本労働協会、1971年8月。NDLJP:12189534。
- 加藤日出男『風雪の人 西尾末広　静かに燃えた政界一番星』根っこ文庫太陽社、改訂版1982年
- 江上照彦『西尾末廣伝』「西尾末廣伝記」刊行委員会、1984年9月10日。NDLJP:12263259。
- 梅澤昇平『西尾末廣　皇室と議会政治を守り、共産運動と戦った男』展転社、2023年。ISBN 978-4886565594